# Mimomyia aurea
Mimomyia aurea är en tvåvingeart som först beskrevs av George Frederick Leicester 1908.  Mimomyia aurea ingår i släktet Mimomyia och familjen stickmyggor. Inga underarter finns listade i Catalogue of Life.